# Carlos Alfredo Elías
Carlos Alfredo Elías, conhecido por seu pseudónimo acrónimo CAE (Buenos Aires, Argentina, 20 de outubro de 1969), actualmente é um cantor e compositor argentino de pop rock e baladas. Integrou a agrupação de glam metal e rock chamada Bravo, e atingiu um grande sucesso da canção Te recuerdo e seus álbuns de maior repercussão foram Sacrificio e Bravo III. Depois iniciou uma nova carreira como em solitário, com grande repercussão não apenas em Argentina, senão também em Uruguai, Paraguai, Chile e Espanha. Ganhou o certame internacional do XXXVIII Festival Internacional de la Canción de Viña del Mar com a canção Para vivir un dulce amor.

## Discografia

### Com Bravo
- 1991 - Desierto sin amor
- 1992 - Sacrificio
- 1993 - Bravo III
- 2002 - Brv
- 2012 - Intimo & Vivo

### Em solitário
- 1994 - CAE
- 1995 - Mañana
- 1997 - Hombre
- 1998 - Electriciudad
- 2000 - Santa Parranda
- 2005 - Historias de amor en canciones
- 2007 - Las mejores canciones de Bravo en vivo
- 2009 - Nuevo
- 2012 - Rock Lover

### Recopilatório
- 1996 - 1990–1995